# 東京失格
『東京失格』（とうきょうしっかく）は、2006年8月19日に公開された、井川広太郎監督の日本映画。英題：『lost in tokyo』。

## キャスト
- 福島拓哉
- 岩崎高広
- TOMOMI
- 西藤尚
- 金井アヤ
- こばやしまり

## スタッフ
- 監督、脚本、撮影、編集：井川広太郎
- 音楽：関口純

## 映画祭参加
- 第25回バンクーバー国際映画祭ドラゴン＆タイガーコンペティション出品
- 第36回ロッテルダム国際映画祭 正式招待
- 第13回ブラッドフォード国際映画祭 正式招待
- 第9回バルセロナアジア映画祭 正式招待
- 第1回ブカレスト映画祭 正式招待
- 第24回エルサレム国際映画祭 正式招待
- 第1回Cinema Digital Seoul 2007_film festival コンペティション出品　観客賞受賞